# Sydney Wiese
Sydney Wiese (ur. 16 czerwca 1995 w Hayward) – amerykańska koszykarka, występująca na pozycjach rozgrywającej, obecnie zawodniczka Gesam Gas Le Mura Lucca, a w okresie letnim Washington Mystics w WNBA.
17 lutego 2021 została zawodniczką Hapoelu Riszon le-Cijjon.
24 maja 2021 została zawodniczką włoskiego Gesam Gas Le Mura Lucca.

## Osiągnięcia
Stan na 15 lipca 2021, na podstawie, o ile nie zaznaczono inaczej.

### NCAA
- Uczestniczka rozgrywek :
  - NCAA Final Four (2016)
  - rozgrywek Sweet 16 turnieju NCAA (2016, 2017)
  - II rundy turnieju NCAA (2014–2017)
- Mistrzyni:
  - turnieju konferencji Pac-12 (2016)
  - sezonu zasadniczego Pac-12 (2015–2017)
- Laureatka:
  - Senior CLASS Award (2017)
  - Pac-12 Scholar Athlete of the Year (2017)
- Zaliczona do:
  - I składu:
    - All-American (2017 przez USBWA, kapitułę Woodena, )
    - Pac-12 (2014–2017)
    - najlepszych pierwszorocznych zawodniczek Pac-12 (2014)
    - turnieju:
      - Pac-12 (2014, 2016, 2017)
      - Dallas All-Regional (2016)

  - II składu:
    - All-American (2014 przez Full Court, 2017 przez Associated Press, ESPNW)
    - Pac-12 All-Academic (2015, 2016)

  - III składu:
    - All-American (2017 przez Associated Press)
    - Academic All-America (2017)

  - składu honorable mention All-America (2016 przez Associated Press, 2017 przez WBCA)

### WNBA
- Wicemistrzyni WNBA (2017)

### Inne
- Mistrzyni Australii (WNBL – 2018)

### Reprezentacja
- Mistrzyni uniwersjady (2015)